# クリストフ・ベルンハルト
クリストフ・ベルンハルト（Christoph Bernhard, 1628年1月1日 ポンメルンのコルベルク - 1692年11月14日 ドレスデン）は、ドイツ初期バロック音楽から盛期バロック音楽の過渡期に活躍した作曲家・声楽家。

## 経歴
ダンツィヒ（現在のグダニスク）とワルシャワで学業を了え、20歳までドレスデンにおいて、ハインリヒ・シュッツの監督するザクセン選帝侯の宮廷楽団で歌手を務めた。それから1年間コペンハーゲンに行ってアゴスティーノ・フォンターナに声楽を学ぶ。1655年にドレスデンの宮廷楽長に選ばれた後、更なる研鑚のために2度イタリアに留学。35歳のときハンブルクに移り、ヨハネウム学院のカントルに就任、音楽監督として市の音楽的な行事に活躍した。それから10年間にわたってハンブルクの音楽的伝統に黄金期をもたらす。ベルンハルトは親友マティアス・ヴェックマンと共演して、イタリアやウィーンの最新の音楽を指揮しただけでなく、巧みに労作された対位法によって重要な曲集を作曲してもいる。
1674年にザクセン選帝侯にドレスデンに召還され、宮廷副楽長に任命される。6年後に大規模な（もっぱらイタリア人からなる）宮廷楽団が大幅に削減され、ベルンハルトがただ一人の宮廷楽長となった。1692年に64歳で他界するまで作曲と指揮を続け、ドレスデンの音楽文庫を管理した。数多くの教会音楽と、ごく少数の世俗音楽を作曲したほか、3つの重要な音楽論文を残している。そのうち一つは、ラテン語で『 "Tractatus compositionis augmentatus"』（1657年ごろ）と題されている。